# Liste der Biografien/Hann
Liste der Biografien |
Portal Biografien |
Personensuche
# |
A |
B |
C |
D |
E |
F |
G |
H |
I |
J |
K |
L |
M |
N |
O |
P |
Q |
R |
S |
T |
U |
V |
W |
X |
Y |
Z |
?
 
Ha |
Hd |
He |
Hi |
Hj |
Hk |
Hl |
Hm |
Hn |
Ho |
Hr |
Hs |
Ht |
Hu |
Hv |
Hw |
Hy
 
Haa |
Hab |
Hac |
Had |
Hae–Haf |
Hag |
Hah |
Hai |
Haj |
Hak |
Hal |
Ham |
Han |
Hao |
Hap |
Haq |
Har |
Has |
Hat |
Hau |
Hav |
Haw |
Hax |
Hay |
Haz
 
Hana |
Hanb |
Hanc |
Hand |
Hane |
Hanf |
Hang |
Hanh |
Hani |
Hanj |
Hank |
Hanl |
Hanm |
Hann |
Hano |
Hanp |
Hanq |
Hanr |
Hans |
Hant |
Hanu |
Hanv |
Hanw |
Hanx |
Hany |
Hanz
Die Liste der Biografien führt alle Personen auf, die in der deutschsprachigen Wikipedia einen Artikel haben. Dieses ist eine Teilliste mit 342 Einträgen von Personen, deren Namen mit den Buchstaben „Hann“ beginnt.

## Hann
- Hann von Weyhern, Benno (1798–1873), preußischer Generalleutnant
- Hann von Weyhern, Benno (1808–1890), preußischer General der Kavallerie
- Hann von Weyhern, Elisabeth (* 1963), deutsche evangelische Theologin
- Hann, Chris (* 1953), britischer Sozialanthropologe und Ethnologe
- Hann, Claudia, Puppenspielerin, Autorin, und Theaterleiterin
- Hann, Dorothy, US-amerikanische Badmintonspielerin
- Hann, Erhard (1400–1460), deutscher Bergbauingenieur Erfinder des Pauschenschöpfwerk
- Hann, Frank (1846–1921), britisch-stämmiger Entdeckungsreisender in Australien
- Hann, Friedrich (1817–1852), siebenbürgischer Publizist, Politiker, Rechtswissenschaftler und Hochschullehrer
- Hann, Georg (1897–1950), österreichischer Opernsänger (Bassbariton)
- Hann, Johann Joseph von (1763–1830), königlich-sächsischer General der Reiterei
- Hann, Johann Wenzel (1763–1819), österreichischer Lyriker
- Hann, Julius von (1839–1921), österreichischer Mathematiker, Meteorologe
- Hann, Ludwig (1827–1867), österreichischer Politiker
- Hann, Mamadou Kassé (* 1986), französischer Hürdenläufer senegalesischer Herkunft
- Hann, Quinten (* 1977), australischer Snooker- und Poolbillardspieler
- Hann, Stephan (* 1970), deutscher Modemacher
- Hann, William (1837–1889), britisch-stämmiger Entdeckungsreisender in Australien
- Hann-Byrd, Adam (* 1982), US-amerikanischer Filmschauspieler

### Hanna
- Hanna (* 90 v. Chr.), Gestalt im Neuen TestamentHanna (* 90 v. Chr.)

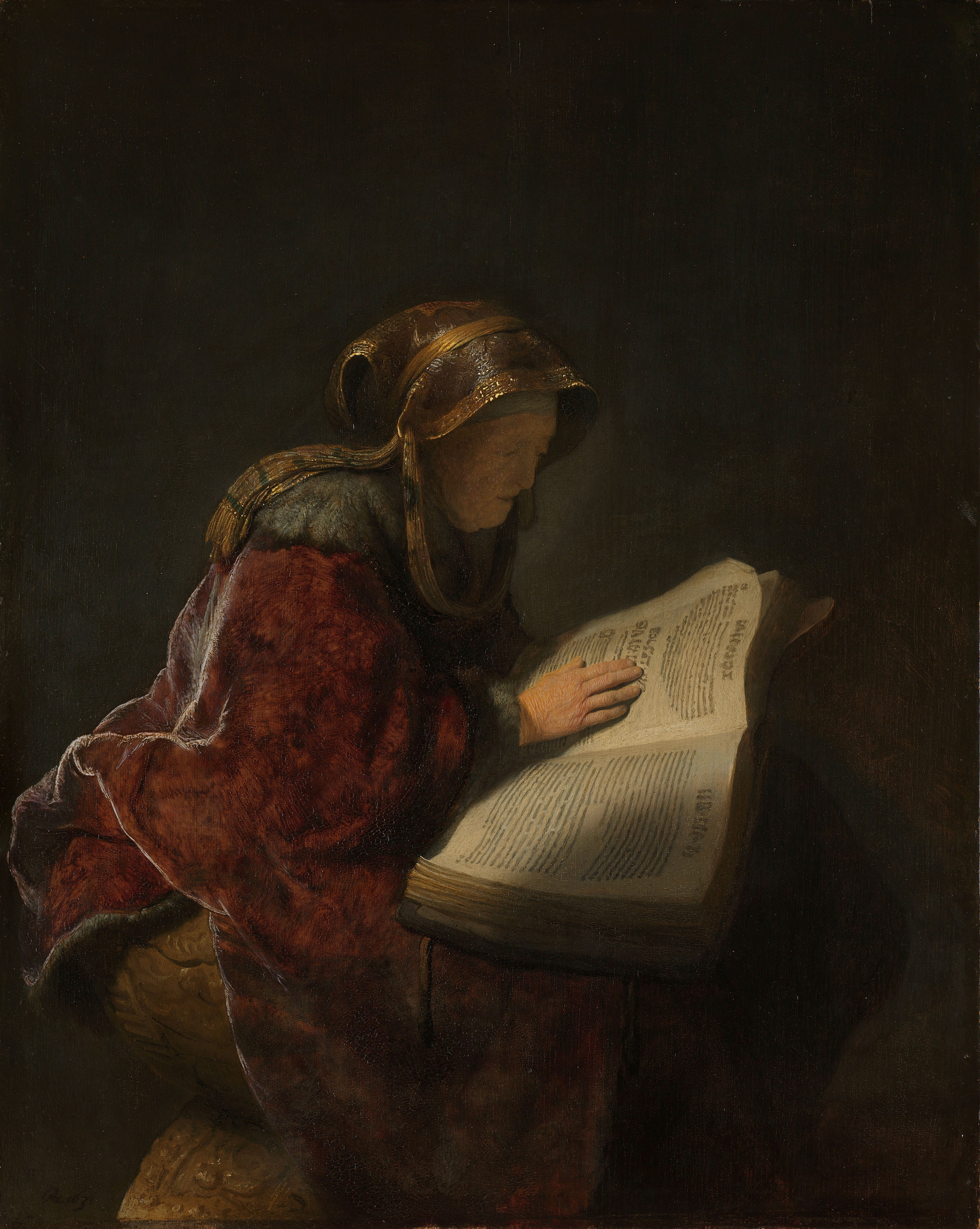
Hanna (* 90 v. Chr.)

- Hanna Birna Kristjánsdóttir (* 1966), isländische Politikerin (Unabhängigkeitspartei) und Innenministerin Islands
- Hanna Katrín Friðriksson (* 1964), isländische Politikerin (Viðreisn) und Handballspielerin
- Hanna, Arthur Dion (1928–2021), bahamaischer Politiker, Generalgouverneur der Bahamas
- Hanna, Chip (* 1965), US-amerikanischer Alternative-Country-Singer-Songwriter
- Hanna, Ciara (* 1991), US-amerikanische Schauspielerin und Model
- Hanna, David (* 1941), britischer Physiker
- Hanna, David J. (1866–1946), US-amerikanischer Politiker
- Hanna, Edward Joseph (1860–1944), US-amerikanischer Geistlicher, Erzbischof von San Francisco
- Hanna, Georg-Wilhelm (* 1939), deutscher Historiker und Heimatforscher
- Hanna, Gerard Joseph (* 1941), australischer Geistlicher, emeritierter römisch-katholischer Bischof von Wagga Wagga
- Hanna, Gertrud (1876–1944), deutsche Gewerkschafterin und Politikerin (SPD)
- Hanna, Jake (1931–2010), US-amerikanischer Jazzschlagzeuger
- Hanna, James, britischer Seefahrer
- Hanna, John (1827–1882), US-amerikanischer Jurist und Politiker
- Hanna, John (1891–1964), US-amerikanischer Rechtswissenschaftler, Hochschullehrer an der Columbia University und Regierungsberater
- Hanna, John A. (1762–1805), US-amerikanischer Politiker
- Hanna, Kamal Fahim Awad Boutros (* 1961), ägyptischer Geistlicher und koptisch-katholischer Bischof von Minya
- Hanna, Kathleen (* 1968), US-amerikanische Musikerin und feministische AktivistinKathleen Hanna (* 1968)

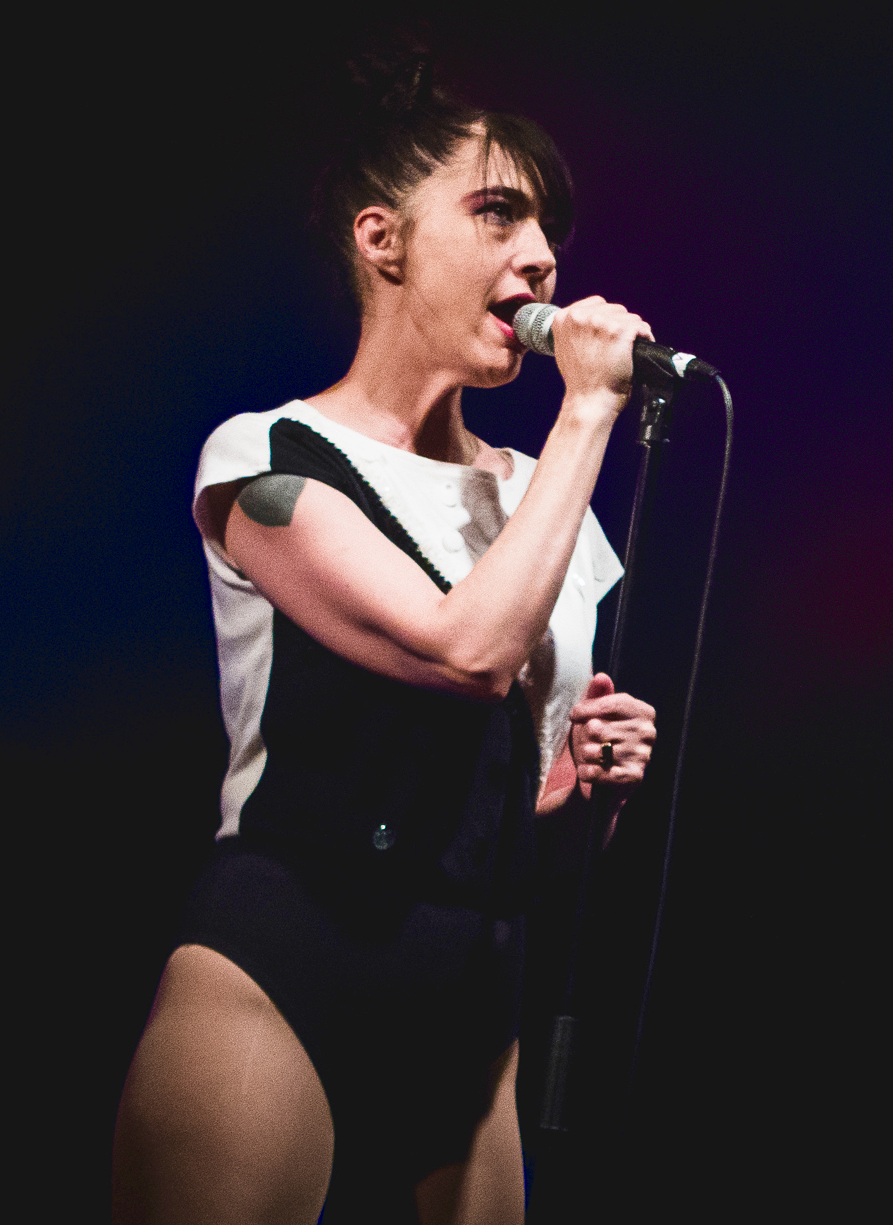
Kathleen Hanna (* 1968)

- Hanna, Ken (1921–1982), US-amerikanischer Jazzmusiker
- Hanna, Lisa (* 1975), jamaikanische Politikerin (PNP), ehemalige Miss World
- Hanna, Louis Benjamin (1861–1948), US-amerikanischer Politiker
- Hanna, Mark (1837–1904), US-amerikanischer Industrieller und Politiker (Republikanische Partei)
- Hanna, Richard L. (1951–2020), US-amerikanischer Politiker
- Hanna, Richard T. (1914–2001), US-amerikanischer Politiker
- Hanna, Robert (1786–1858), US-amerikanischer Politiker
- Hanna, Roland (1932–2002), US-amerikanischer Jazz-Pianist und Komponist
- Hanna, Scott (* 1962), US-amerikanischer Comiczeichner
- Hanna, Shane (* 1994), kanadischer Eishockeyspieler
- Hanna, Thomas (1841–1901), US-amerikanischer Politiker
- Hanna, Thomas Louis (1928–1990), US-amerikanischer Bewegungstheoretiker und Philosophieprofessor
- Hanna, Victoria, israelische Musikerin und Performerin
- Hanna, William (1910–2001), US-amerikanischer Zeichentrickfilmer und Produzent
- Hannabach, Gerold Karl (1928–2015), deutscher Gitarrenbauer
- Hannachi, Abdelbasset (* 1985), algerischer Radrennfahrer
- Hannack, Elke (* 1961), deutsche Gewerkschafterin
- Hannaford, Charlie (1896–1970), englischer Fußballspieler
- Hannaford, Mark W. (1925–1985), US-amerikanischer Politiker
- Hannah (* 1981), österreichische Schlagersängerin
- Hannah, Andrew (1864–1940), schottischer Fußballspieler
- Hannah, Barry (1942–2010), US-amerikanischer Literaturwissenschaftler und Schriftsteller
- Hannah, Colin (1914–1978), australischer Offizier und Gouverneur

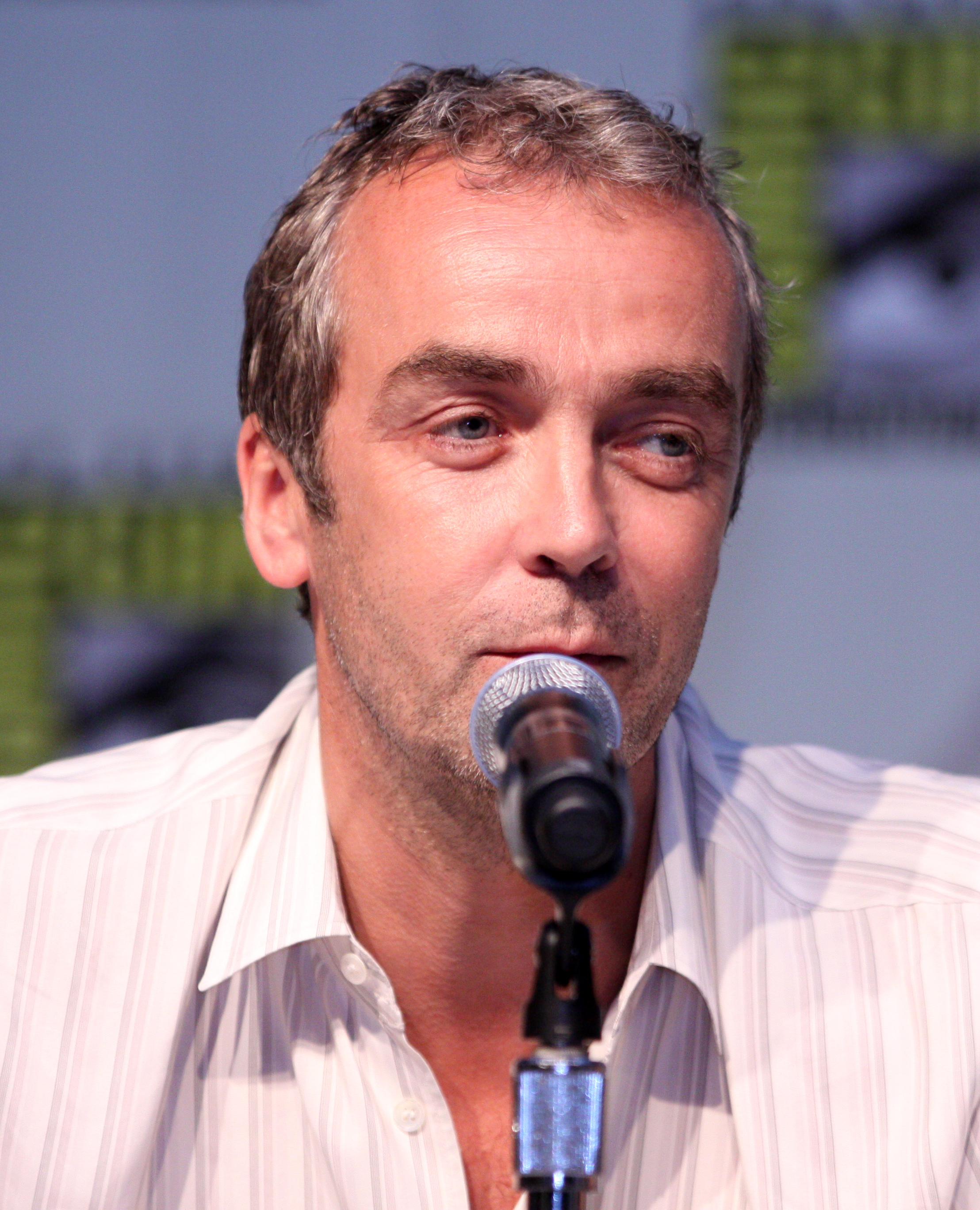
John Hannah (* 1962)

- Hannah, Daryl (* 1960), US-amerikanische SchauspielerinDaryl Hannah (* 1960)

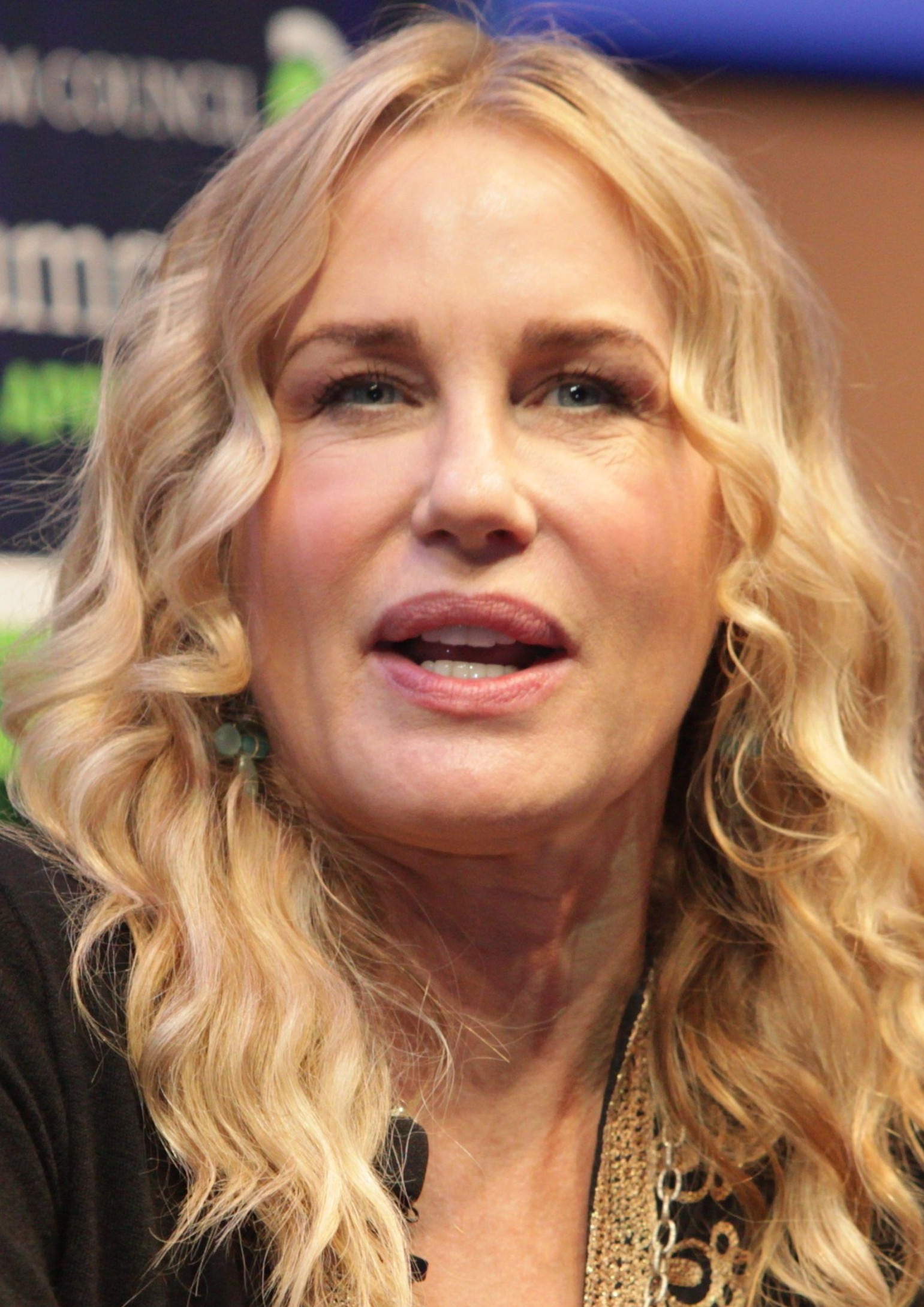
Daryl Hannah (* 1960)

- Hannah, Jack (1913–1994), US-amerikanischer Animator, Drehbuchautor und Regisseur von Zeichentrick-Kurzfilmen
- Hannah, Joan (* 1939), US-amerikanische Skirennläuferin
- Hannah, John, schottischer Fußballspieler
- Hannah, John (* 1951), US-amerikanischer American-Football-Spieler
- Hannah, John (* 1962), britischer SchauspielerJohn Hannah (* 1962)
- Hannah, Kristin (* 1960), US-amerikanische Schriftstellerin
- Hannah, Liz (* 1985), US-amerikanische Drehbuchautorin und Filmproduzentin
- Hannah, Miriam Audrey (* 1982), deutsch-kanadische Moderatorin und Popsängerin
- Hannah, Sophie (* 1971), englische Autorin
- Hannah, Tracey (* 1988), australische Mountainbikerin
- Hannah-Jones, Nikole (* 1976), US-amerikanische Journalistin
- Hannah-Kim, Alicia (* 1982), koreanisch-australische Schauspielerin
- Hannak, Jacques (1892–1973), österreichischer Publizist und Journalist
- Hannak, Karin (* 1940), österreichische Künstlerin
- Hannak, Martina, deutsche Juristin
- Hannak, Nicole (* 1981), deutsche Synchronsprecherin und Schauspielerin
- Hannakam, Ludwig (1923–1987), deutscher Elektrotechniker
- Hannakampf, Rudolf (* 1948), deutscher Fußballspieler
- Hannam, Charles (1925–2015), britischer Pädagoge deutscher Herkunft
- Hannam, Edith (1878–1951), englische Tennisspielerin
- Hannam, Gary (* 1951), neuseeländischer Filmproduzent
- Hannamann, Isolde (* 1968), deutsche Rechtswissenschaftlerin
- Hannan, Abdul (* 1990), pakistanischer Sänger und Songwriter
- Hannan, Alec (1916–2002), südafrikanischer Boxer
- Hannan, Daniel (* 1971), britischer Politiker (Conservative Party), MdEP
- Hannan, Dave (* 1961), kanadischer Eishockeyspieler
- Hannan, Jerome Daniel (1896–1965), US-amerikanischer Geistlicher, Bischof von Scranton
- Hannan, Michael (1821–1882), irischer römisch-katholischer Geistlicher, Erzbischof von Halifax
- Hannan, Michael T. (* 1943), US-amerikanischer Soziologe und Organisationsforscher
- Hannan, Patrick († 1925), Goldsucher in Western Australia
- Hannan, Peter (* 1941), britischer Kameramann
- Hannan, Philip (1913–2011), US-amerikanischer Geistlicher, römisch-katholischer Erzbischof von New Orleans
- Hannan, Scott (* 1979), kanadischer Eishockeyspieler
- Hannan, Tommy (* 1980), US-amerikanischer Schwimmer
- Hannappel, Karin (* 1955), deutsche Juristin
- Hannas, jüdischer Hohepriester
- Hannas, Marx Anton († 1676), mittelalterlicher Holzschneider, Stecher, Briefmaler und Verleger
- Hannasky, Sylke (* 1975), deutsche Schauspielerin
- Hannäus, Georg (1647–1699), deutsch-dänischer Mediziner und Philosoph
- Hannaux, Emmanuel (1855–1934), französischer Bildhauer und Medailleur
- Hannawa, Annegret (* 1979), deutsche Kommunikationswissenschaftlerin
- Hannawald, Chrischa (* 1971), deutscher Handballtorwart und -trainer
- Hannawald, Ernst (* 1959), deutscher Schauspieler und Autor
- Hannawald, Melissa (* 1989), deutsche Fußballspielerin
- Hannawald, Sven (* 1974), deutscher SkispringerSven Hannawald (* 1974)

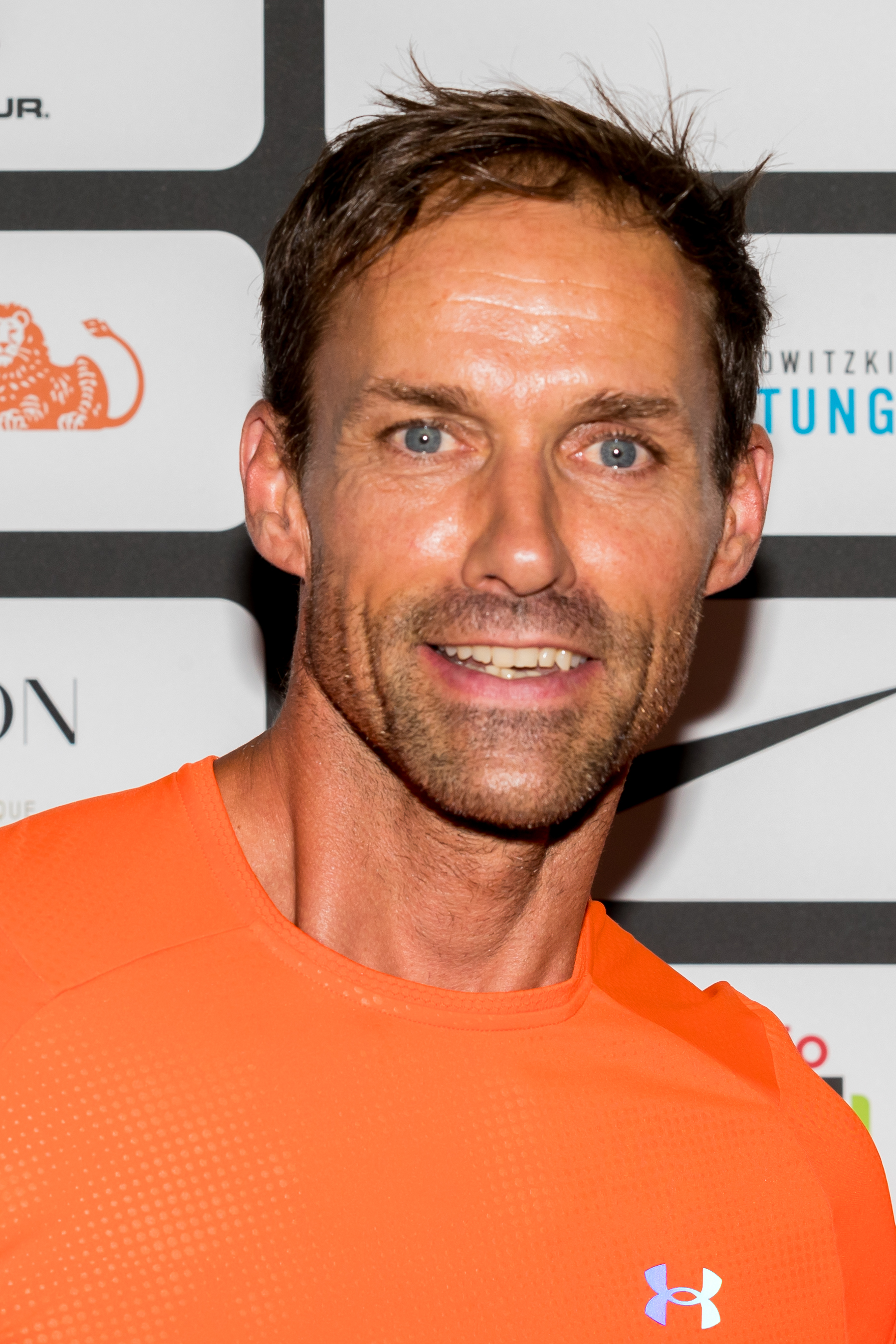
Sven Hannawald (* 1974)

- Hannaway, Owen (1939–2006), britischer Chemiehistoriker
- Hannay, David, Baron Hannay of Chiswick (* 1935), britischer Diplomat
- Hannay, James (1827–1873), britischer Journalist und Schriftsteller
- Hannay, James Ballantyne (1855–1931), schottischer Chemiker
- Hannay, John (* 1951), britischer Physiker
- Hannay, Norman Bruce (1921–1996), US-amerikanischer Chemiker
- Hannay, Roger (1930–2006), US-amerikanischer Komponist und Musikpädagoge

### Hannc
- Hanncke, Rudolf (1844–1904), deutscher Gymnasiallehrer, Historiker und Geograf

### Hanne
- Hanne, Günther (1881–1913), deutscher Marineoffizier
- Hanne, Johann Wilhelm (1813–1889), protestantischer Theologe
- Hanne, Leonie (* 1988), deutsche BloggerinLeonie Hanne (* 1988)

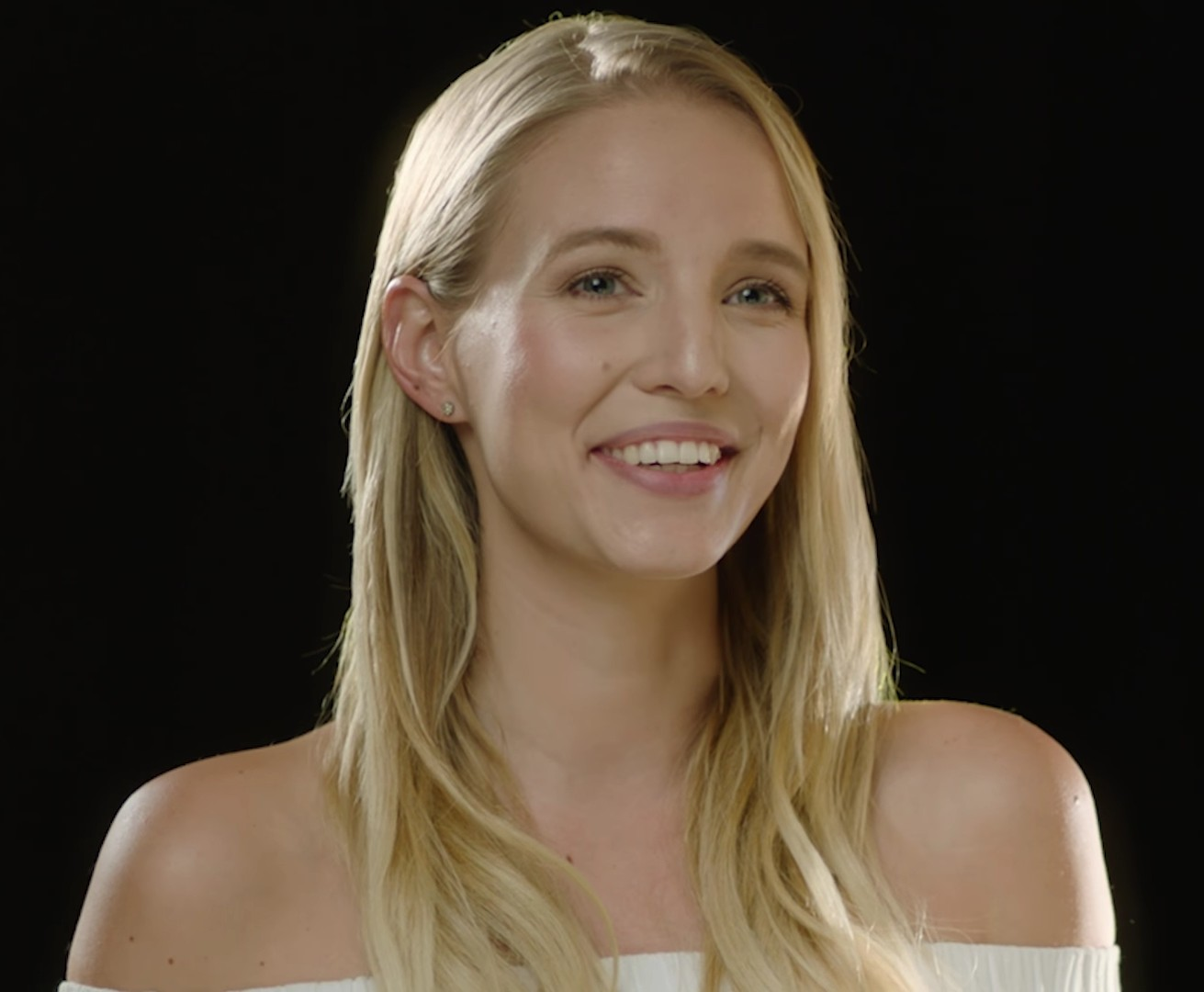
Leonie Hanne (* 1988)

- Hanné, Lotte (* 2001), deutsche Schauspielerin
- Hanne, Mamoudou (* 1988), französisch-malischer Leichtathlet
- Hanne, Martin (* 2001), deutscher Handballspieler
- Hannecker, Alois (* 1961), deutscher Diskuswerfer
- Hannecker, Anton (1811–1885), deutscher katholischer Theologe und Orientalist
- Hanneder, Jürgen (* 1964), deutscher Indologe
- Hanneforth, Dirk (* 1953), deutscher Spiele- und Buchautor
- Hannegan, Edward A. (1807–1859), US-amerikanischer Politiker
- Hannegan, Robert E. (1903–1949), US-amerikanischer Politiker (Demokratischen Partei)
- Hanneken, Balthasar Gerhard (1641–1706), deutscher evangelisch-lutherischer Geistlicher, Hauptpastor der Lübecker Marienkirche
- Hanneken, Balthasar Gerhard (1678–1751), deutscher evangelisch-lutherischer Geistlicher, Hauptpastor am Lübecker Dom und Senior
- Hanneken, Heinrich (1931–2018), deutscher römisch-katholischer Geistlicher
- Hanneken, Hermann von (1810–1886), preußischer Generalleutnant
- Hanneken, Hermann von (1890–1981), deutscher Offizier, zuletzt General der Infanterie sowie Wirtschaftsführer
- Hanneken, Ludwig von (1780–1854), preußischer Generalmajor, Herr auf Nütschow und Petershagen in Mecklenburg
- Hanneken, Menno (1595–1671), evangelischer Superintendent von Lübeck
- Hanneken, Nikolaus (1639–1708), deutscher Arzt und Stadtphysicus von Lübeck
- Hanneken, Philipp Ludwig (1637–1706), lutherischer Theologe
- Hanneken, Woldemar von (1789–1849), preußischer Generalmajor und Kommandeur der 6. Kavallerie-Brigade
- Hanneken-Deckert, Ulrike (* 1957), deutsche Politikerin (SPD), MdHB
- Hannelius, Genevieve (* 1998), US-amerikanische SchauspielerinGenevieve Hannelius (* 1998)

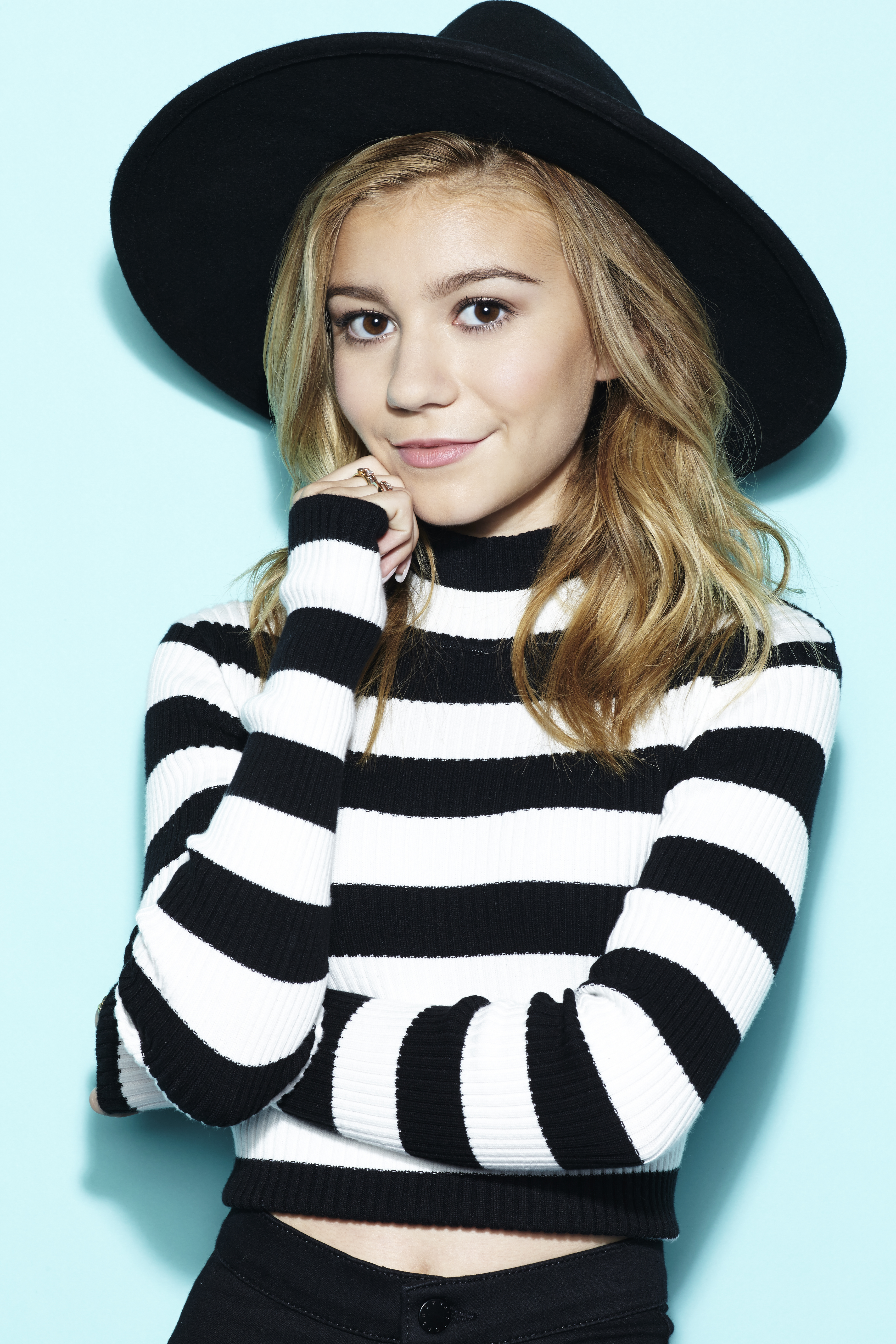
Genevieve Hannelius (* 1998)

- Hannelius, Lennart (1893–1950), finnischer Sportschütze
- Hannell, Catherine (* 1988), australische Weitspringerin
- Hanneman, Adriaen († 1671), niederländischer Maler, Zeichner und Graveur
- Hanneman, Jeff (1964–2013), US-amerikanischer MusikerJeff Hanneman (1964–2013)

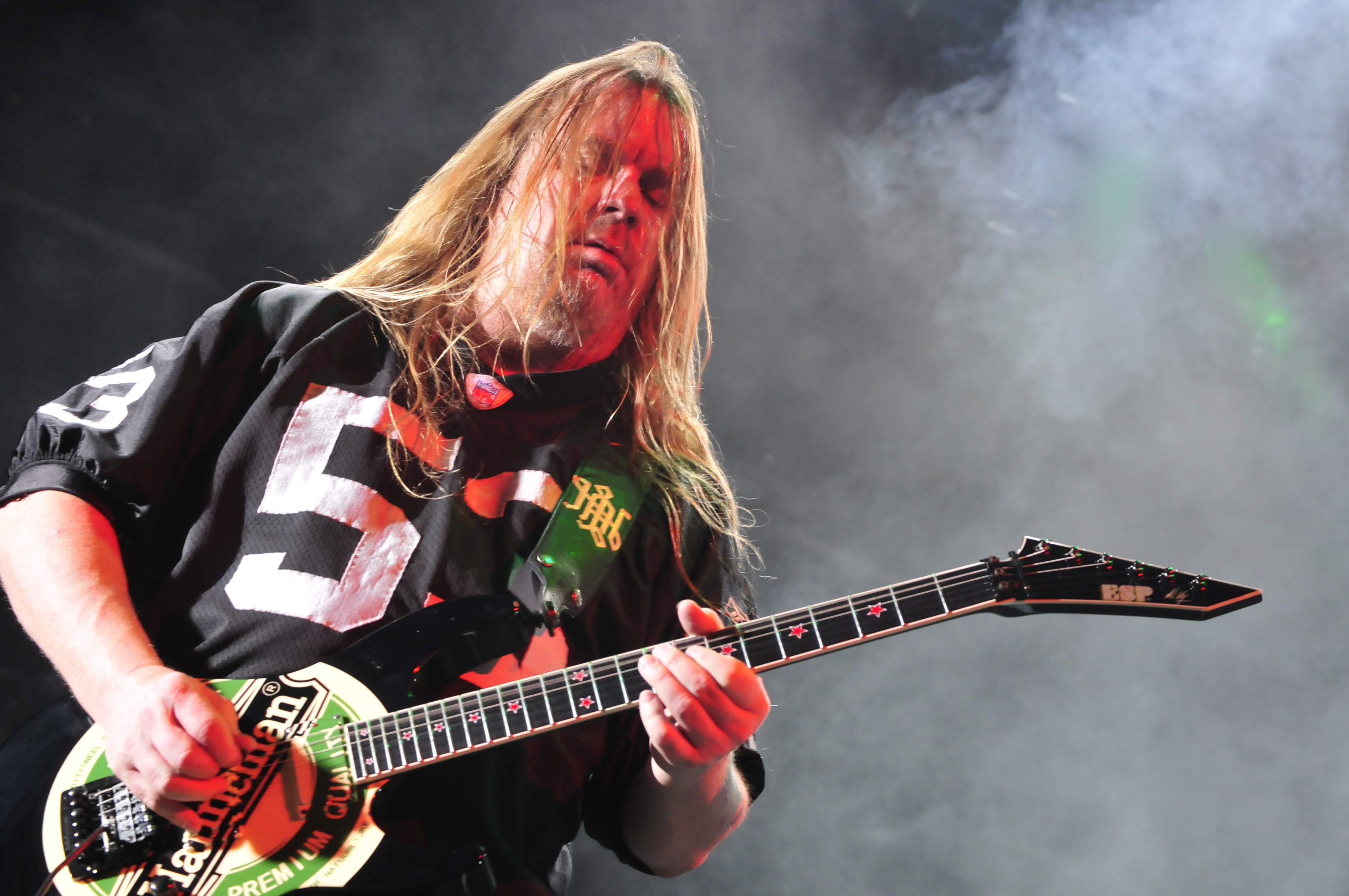
Jeff Hanneman (1964–2013)

- Hanneman, Logan (* 1993), US-amerikanischer Skilangläufer
- Hanneman, Reese (* 1989), US-amerikanischer Skilangläufer
- Hannemann, Adolf (1900–1974), deutscher Filmmanager, Filmproduzent, Produktionsleiter und Drehbuchautor
- Hannemann, Andreas (* 1961), deutscher Generalmajor
- Hannemann, Arthur (* 1935), deutscher Leichtathlet
- Hannemann, Axel (1945–1962), deutsches Todesopfer der Berliner Mauer
- Hannemann, Christine (* 1960), deutsche Soziologin
- Hannemann, Dirk (* 1970), deutscher Fußballspieler
- Hannemann, Elise (1849–1934), deutsche Ernährungsphysiologin und Kochlehrerin
- Hannemann, Ferdinand (1905–1987), deutscher Politiker (SPD)
- Hannemann, Frank (* 1959), deutscher Fußballspieler
- Hannemann, Friedrich August (1819–1912), deutsch-brasilianischer Imker und Erfinder
- Hannemann, Hans-Joachim (1915–1989), deutscher Ruderer
- Hannemann, Hans-Joachim (1925–2010), deutscher Zoologe
- Hannemann, Hubert (* 1888), deutscher Maler und Radierer sowie Kostüm- und Bühnenbildner
- Hannemann, Inge (* 1968), deutsche Politikerin (parteilos, Die Linke), MdHBInge Hannemann (* 1968)

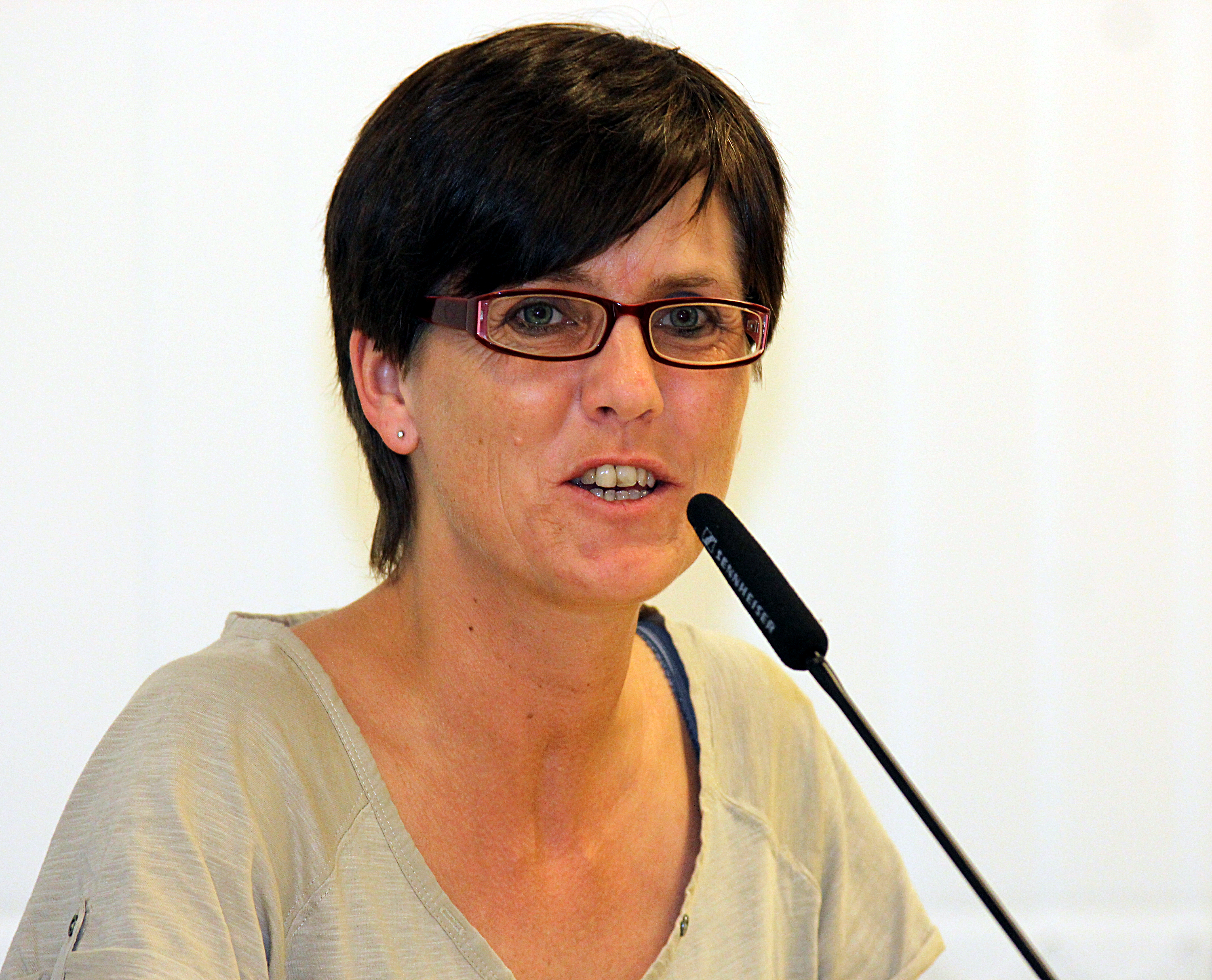
Inge Hannemann (* 1968)

- Hannemann, Johann Ludwig (1640–1724), deutscher Arzt und Professor in Kiel
- Hannemann, Johannes (* 1902), deutscher Komponist und Cellist
- Hannemann, Karl (1895–1953), deutscher Schauspieler
- Hannemann, Käthe (* 1881), deutsche Theaterschauspielerin
- Hannemann, Kurt (1908–1991), deutscher Bibliothekar
- Hannemann, Kurt (1923–2008), deutscher Politiker (CDU)
- Hannemann, Moritz (* 1998), deutscher Fußballspieler
- Hannemann, Mufi (* 1954), US-amerikanischer Politiker
- Hannemann, Raik (* 1968), deutscher Schwimmer
- Hannemann, René (* 1968), deutscher Bobfahrer
- Hannemann, Sarah (* 1990), deutsche Schauspielerin
- Hannemann, Tim (* 2006), deutscher Fußballspieler
- Hannemann, Uli (* 1965), deutscher SchriftstellerUli Hannemann (* 1965)

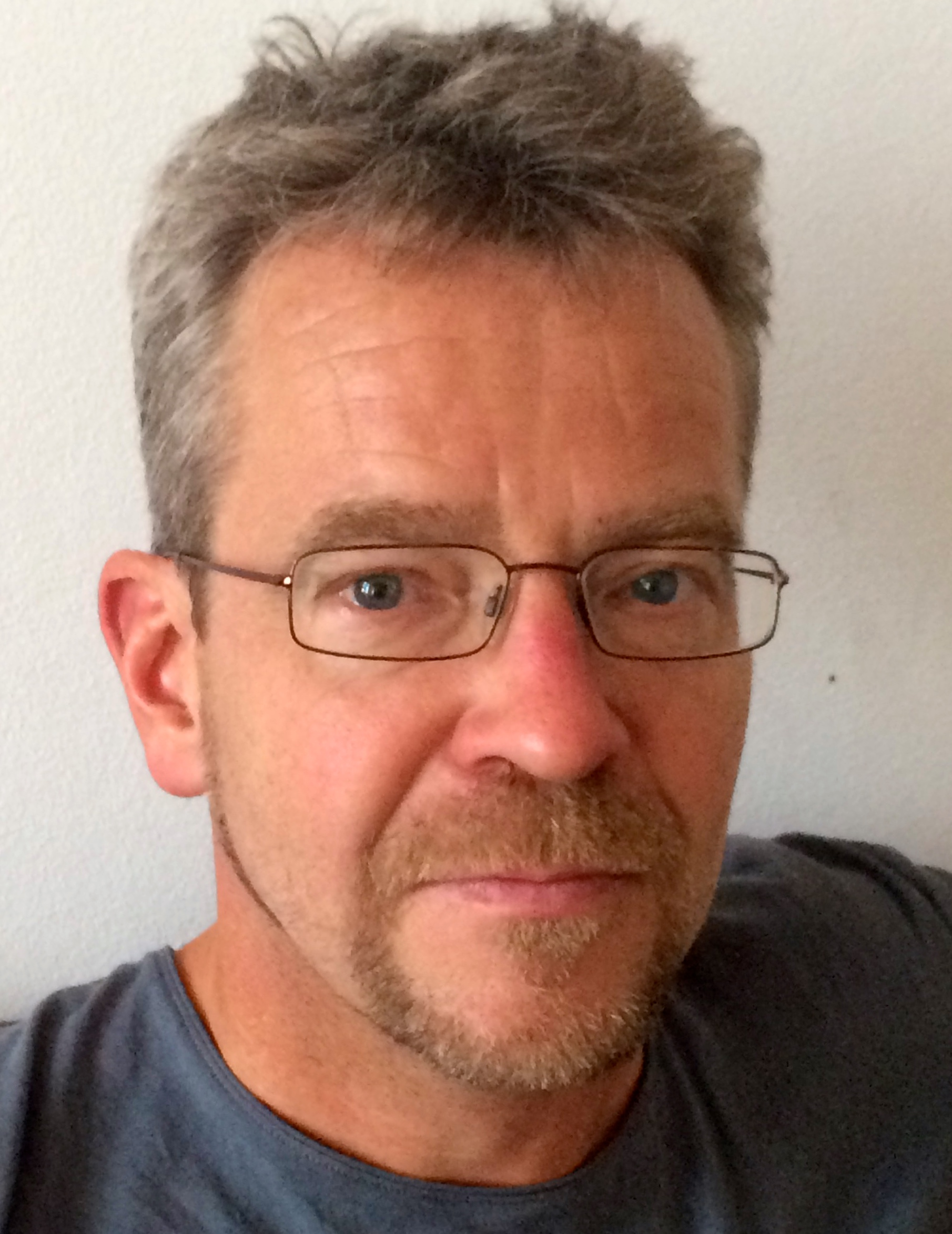
Uli Hannemann (* 1965)

- Hannemann, Walter (1912–2001), US-amerikanischer Filmeditor
- Hannen, James, Baron Hannen (1821–1894), britischer Jurist
- Hannen, Lynley (* 1964), neuseeländische Ruderin
- Hannen, Martina (* 1970), deutsche Juristin und Politikerin (FDP), MdL
- Hannenheim, Norbert von (1898–1945), Komponist
- Hannequin von Brüssel († 1494), flämisch-spanischer Bildhauer, Architekt und Baumeister
- Hanner, Barry (1936–2025), US-amerikanischer Opernsänger (Bariton)
- Hanner, Hanns (1883–1966), deutscher Maler, Radierer und Hochschullehrer
- Hanner, Heinz (* 1963), österreichischer Koch und Autor
- Hanner, Josef (1876–1954), deutscher Maschinenbauingenieur und Hochschullehrer
- Hanner, Olof (1922–2015), schwedischer Mathematiker
- Hannerz, Ulf (* 1942), schwedischer Anthropologe
- Hannes Finnsson (1739–1796), isländischer Geistlicher, Bischof von Skálholt
- Hannes Finsen (1828–1892), isländischer Jurist und hoher Beamter im Dienste Dänemarks
- Hannes Jón Jónsson (* 1980), isländischer Handballspieler
- Hannes Óli Ágústsson (* 1981), isländischer Film- und Theaterschauspieler
- Hannes Pétursson (* 1931), isländischer Schriftsteller
- Hannes Sigurðsson (* 1983), isländischer Fußballspieler
- Hannes Stefánsson (* 1972), isländischer Schachspieler
- Hannes Þór Halldórsson (* 1984), isländischer Fußballtorhüter und Filmemacher
- Hannes, Christian Rudolph (1734–1789), deutscher Mediziner und Stadtarzt in Wesel
- Hannes, Hellmut (1925–2023), deutscher Industriephysiker und Geschichtsforscher
- Hannes, Kaat (* 1991), belgische Radrennfahrerin
- Hannes, Kim (* 1978), belgische Squashspielerin
- Hannes, Marc (* 1975), deutscher Badmintonspieler und -trainer
- Hannes, Max, deutscher Glasschleifer
- Hannes, Miriam (* 1973), deutsche Juristin und Richterin am Bundessozialgericht
- Hannes, Pieter-Jan (* 1992), belgischer Leichtathlet
- Hannes, Wilfried (* 1957), deutscher FußballspielerWilfried Hannes (* 1957)

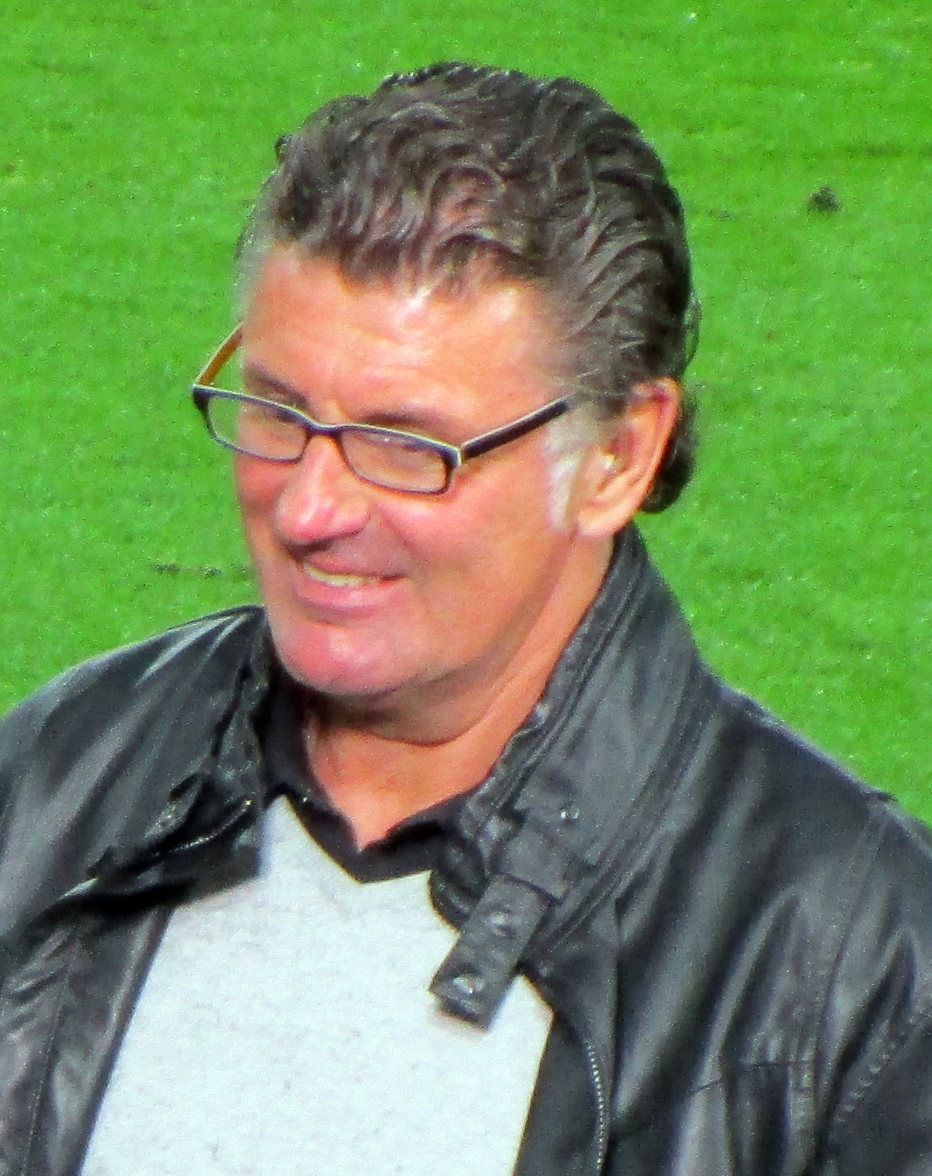
Wilfried Hannes (* 1957)

- Hannes-Schmidt, Ilse (1916–2006), deutsche Erzieherin und Künstlerin
- Hannesbo, Marcus (* 2002), dänischer Fußballspieler
- Hannesschläger, Joseph (1962–2020), deutscher Schauspieler und MusikerJoseph Hannesschläger (1962–2020)

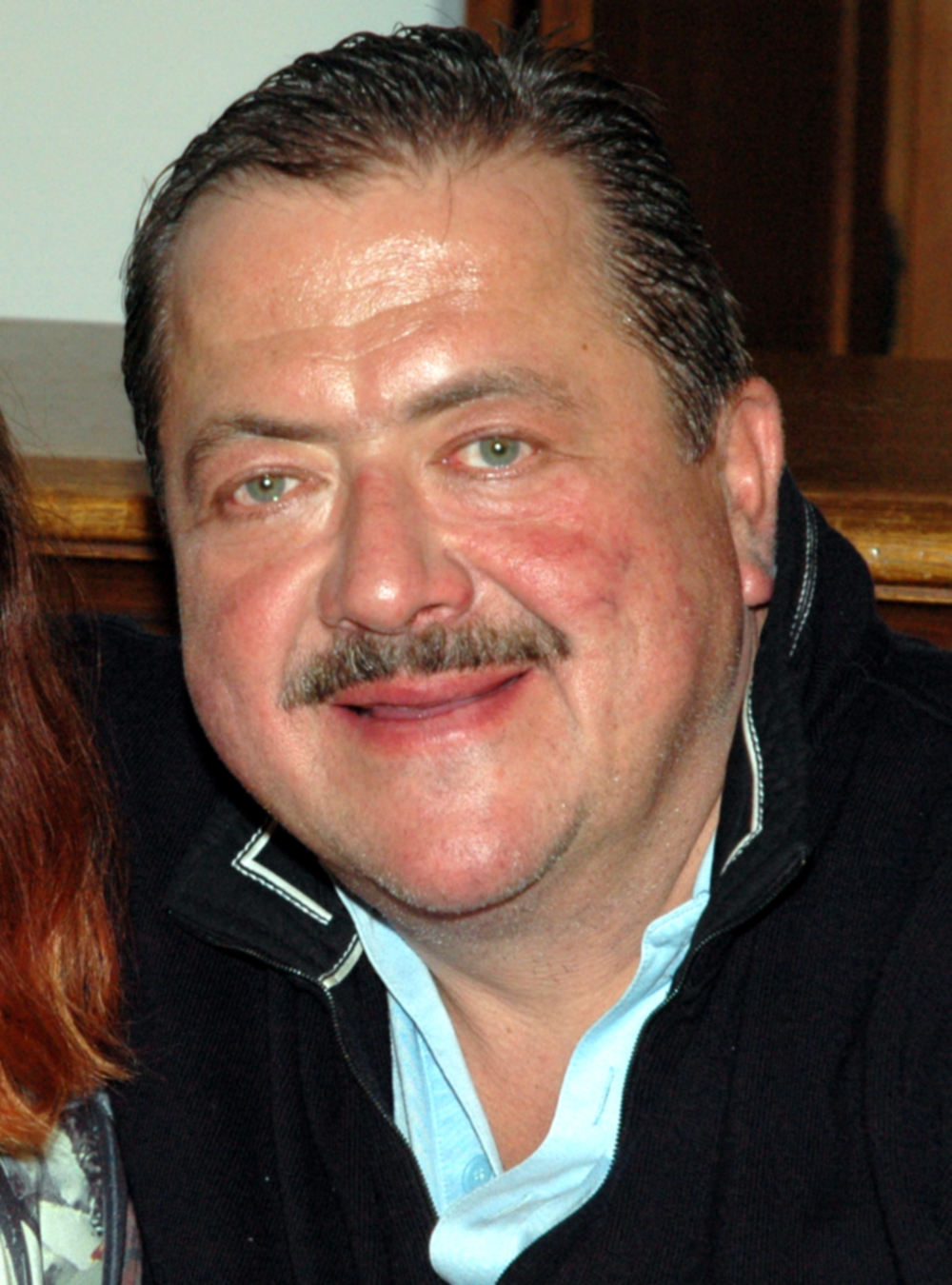
Joseph Hannesschläger (1962–2020)

- Hannett, Arthur T. (1884–1966), US-amerikanischer Politiker
- Hannett, Martin (1948–1991), britischer Musikproduzent
- Hannewald, Anny (1882–1968), deutsche Theaterschauspielerin
- Hannewaldt, Andreas, schlesischer Reichshofrat
- Hanney, Edward (1889–1964), englischer Fußballspieler und -trainer

### Hanni
- Hänni, Andreas (* 1979), Schweizer Eishockeyspieler
- Hänni, Christina (* 1990), deutsche Tänzerin
- Hänni, Dominic (* 1992), Schweizer Schauspieler
- Hänni, Eric (1938–2024), Schweizer Judoka
- Hänni, Julia (* 1977), Schweizer Richterin
- Hänni, Liia (* 1946), estnische Politikerin, Mitglied des Riigikogu und Astrophysikerin
- Hänni, Louis (1927–2019), Schweizer Berufsschullehrer und Lokalhistoriker
- Hänni, Luca (* 1994), Schweizer Popsänger
- Hänni, Paul (1914–1996), Schweizer Leichtathlet
- Hänni, Peter (* 1950), Schweizer Rechtswissenschaftler
- Hänni, Peter (* 1958), Schweizer Arzt und Krimiautor
- Hanni, Sirli (* 1985), estnische Biathletin
- Hanni, Sofiane (* 1990), französisch-algerischer Fußballspieler
- Hänni, Tim (* 1996), Schweizer American-Football-Spieler
- Hannibal, karthagischer Kommandant im Zweiten Punischen Krieg
- Hannibal († 183 v. Chr.), karthagischer FeldherrHannibal († 183 v. Chr.)

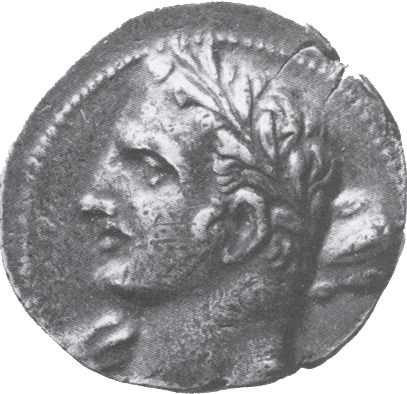
Hannibal († 183 v. Chr.)

- Hannibal Gisko († 258 v. Chr.), Kommandeur
- Hannibal Valdimarsson (1903–1991), isländischer Politiker
- Hannibal, Abraham Petrowitsch († 1781), Prinz von Eritrea und russischer Generalmajor
- Hannibal, Ehrenreich (1678–1741), deutscher Münzstempelschneider und Medailleur
- Hannibal, Heinrich (1889–1971), deutscher SS-Brigadeführer und Generalmajor der Polizei
- Hannibal, Iwan Abramowitsch (1735–1801), russischer Marineartillerie-Zeugmeister und General
- Hannibal, Marc (1931–2011), US-amerikanischer Basketballspieler, Schauspieler und Sänger
- Hannibal, Martin (1640–1720), deutsch-ungarischer Maler und Zeichner, tätig in Schweden
- Hannibal, Martin († 1766), deutscher Münzstempelschneider und Medailleur
- Hannibal, Noelle (* 1968), US-amerikanische Musicaldarstellerin, Sängerin, Gitarristin, Film-, Fernseh- und Theaterschauspielerin sowie die Begründerin der Theatergesellschaft In The Wings Promotions
- Hannibal, Ossip Abramowitsch (1744–1806), Alexander Puschkins Großvater mütterlicherseits
- Hannibalianus († 337), König der Könige (rex regum) im Osten des Römischen Reiches
- Hannibalianus, Flavius, Halbbruder Konstantins des Großen
- Hannich, Günter (* 1968), deutscher Sachbuchautor
- Hannich, Hubert (* 1906), deutscher Politiker (CDU)
- Hannich, Josef (1843–1934), böhmisch-österreichischer Politiker und Arbeiterdichter
- Hannich, Péter (* 1957), ungarischer Fußballspieler und -trainer
- Hannich, Steffen (* 1994), deutscher Crosslauf-Sommerbiathlet und Langstreckenläufer
- Hannick, Christian (* 1944), belgischer Slawist
- Hannig, Alex (1897–1987), chilenischer Leichtathlet, Teilnehmer an den Olympischen Spielen 1928 in Amsterdam
- Hannig, Frank (* 1970), deutscher Rechtsanwalt und PolitikerFrank Hannig (* 1970)

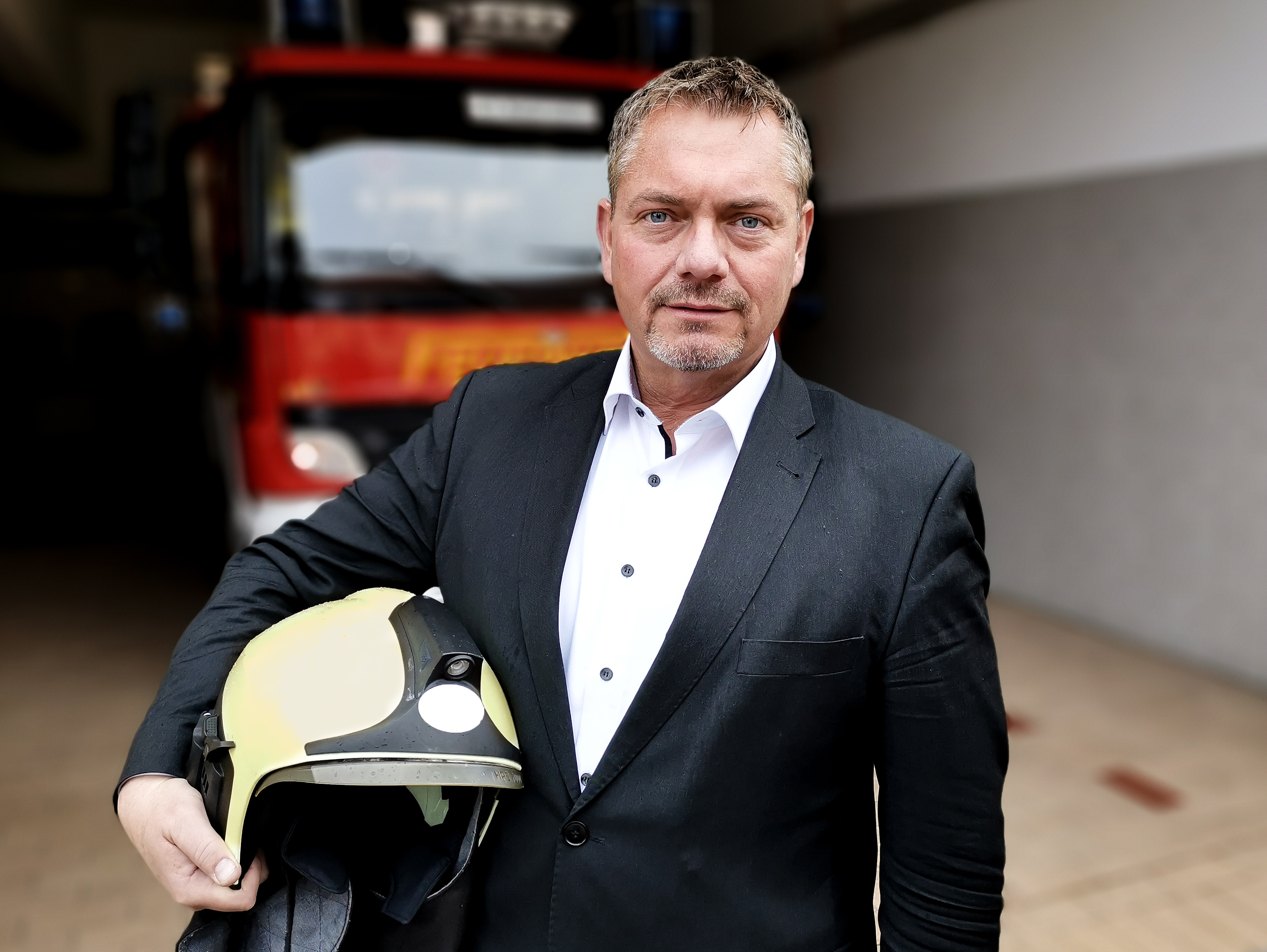
Frank Hannig (* 1970)

- Hannig, Frank (* 1974), deutscher Informatiker und Hochschullehrer
- Hannig, Gary (* 1952), US-amerikanischer Politiker
- Hannig, Georg (1872–1934), deutscher Landschaftsarchitekt
- Hannig, Heinke (* 1957), deutsche Schriftstellerin und Hörspielautorin
- Hannig, Henner (1944–2017), deutscher Denkmalpfleger, Architekt und Hochschullehrer
- Hannig, Johann Georg Carl von (1709–1784), österreichischer Feldmarschallleutnant
- Hannig, Julius Robert (1866–1931), deutscher Bildhauer
- Hannig, Nicolai (* 1980), deutscher Historiker
- Hannig, Petr (1946–2025), tschechischer Musikproduzent
- Hannig, Rainer (1952–2022), deutscher Ägyptologe
- Hannig, Theresa (* 1984), deutsche Autorin
- Hannig, Ute (* 1972), deutsche Schauspielerin
- Hannig, Wolf-Peter (* 1956), deutscher Lehrer; MdV
- Hannigan, Alyson (* 1974), US-amerikanische SchauspielerinAlyson Hannigan (* 1974)

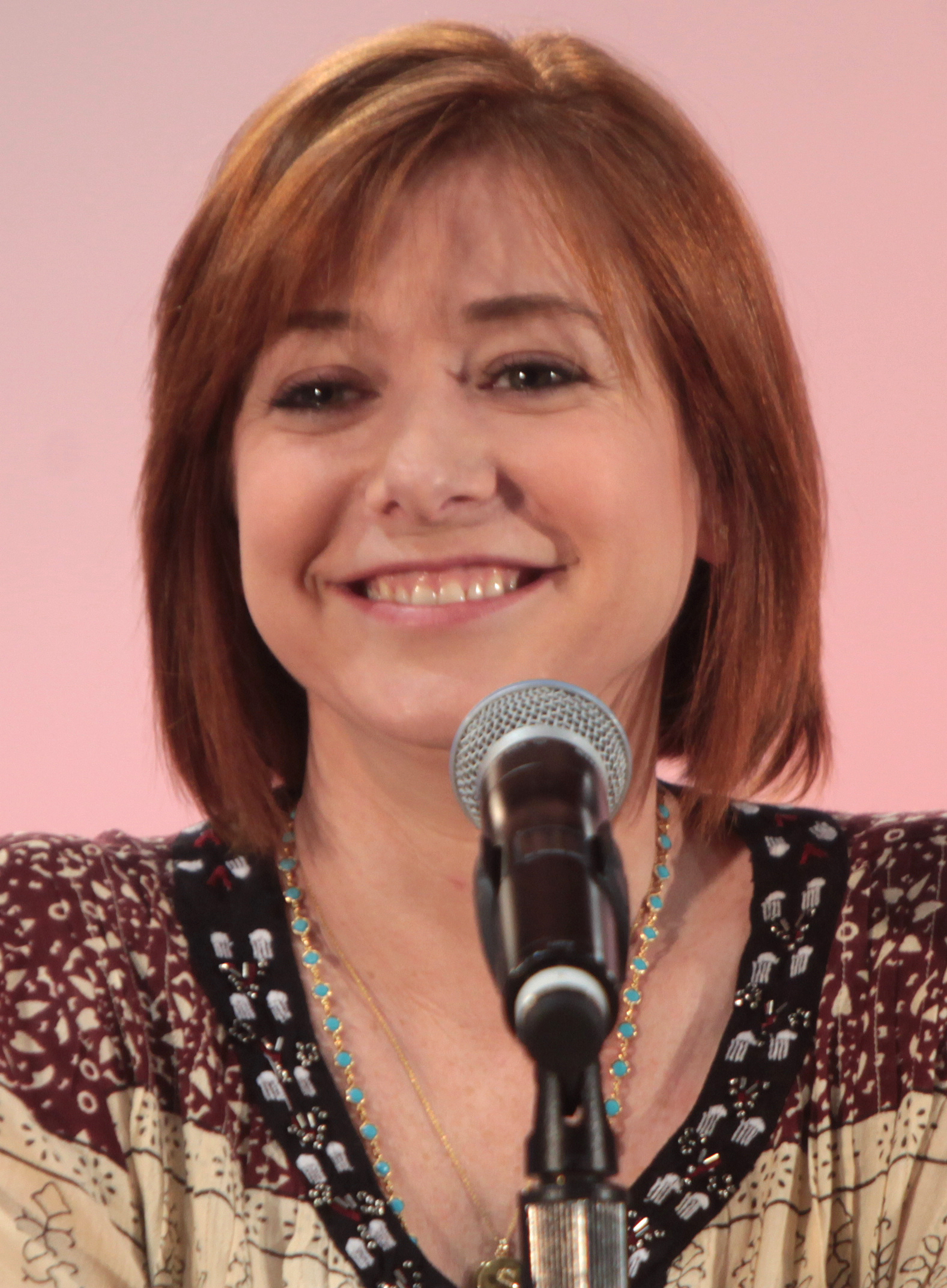
Alyson Hannigan (* 1974)

- Hannigan, Barbara (* 1971), kanadische Sopranistin und Dirigentin
- Hannigan, Denis M. (* 1953), US-amerikanischer Filmkomponist
- Hannigan, Dominic (* 1965), irischer Politiker und Ingenieur
- Hannigan, Ed, US-amerikanischer Comicautor und -zeichner
- Hannigan, James (1928–1994), irisch-walisischer römisch-katholischer Geistlicher, Bischof von Wrexham
- Hannigan, Katherine (* 1962), US-amerikanische Kinder- und Jugendbuchautorin und Hochschullehrerin
- Hannigan, Lisa (* 1981), irische Folksängerin
- Hannighofer, Erich (* 1908), deutscher Schriftsteller
- Hannighofer, Hans Peter (* 1997), deutscher Bobfahrer
- Hannikainen, Ilmari (1892–1955), finnischer Komponist
- Hännikäinen, Markus (* 1993), finnischer Eishockeyspieler
- Hannikainen, Pekka Juhani (1854–1924), finnischer Komponist
- Hannikainen, Väinö (1900–1960), finnischer Komponist
- Hannikel (1742–1787), deutscher Räuber in WürttembergHannikel (1742–1787)

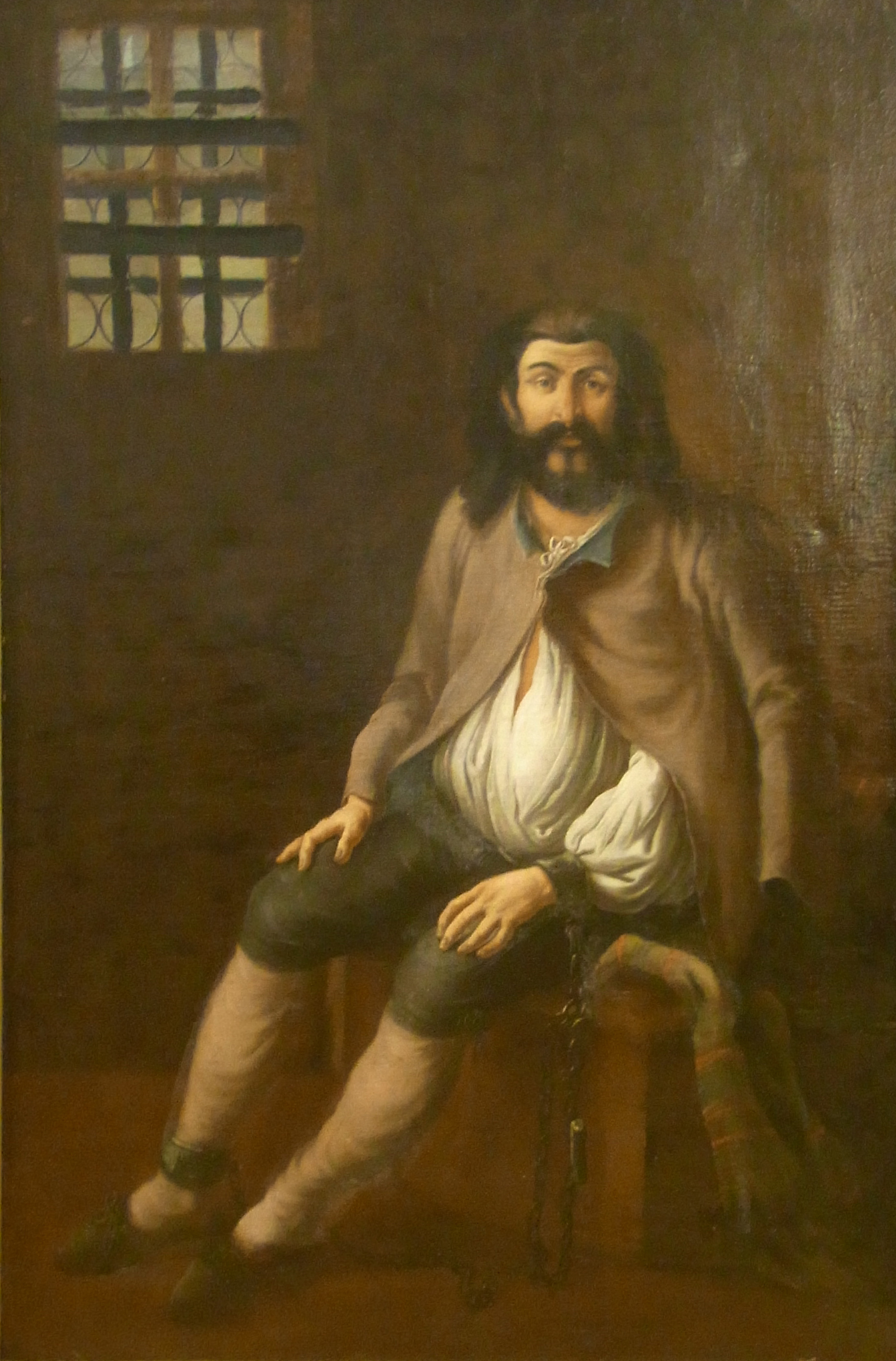
Hannikel (1742–1787)

- Hanniken, Jos (1912–1998), belgischer Komponist und Dirigent
- Hänninen, Harri (* 1963), finnischer Marathonläufer
- Hänninen, Jaakko (* 1997), finnischer Radrennfahrer
- Hänninen, Janne (* 1975), finnischer Eisschnellläufer
- Hänninen, Jiri (* 1998), finnischer Volleyballspieler
- Hänninen, Juho (* 1981), finnischer Rallyefahrer
- Hänninen, Kauko (1930–2013), finnischer Ruderer
- Hänninen, Kirsi (* 1976), finnische Eishockeyspielerin
- Hänninen, Seppo (* 1943), finnischer Eisschnellläufer
- Hanning, August (* 1946), deutscher Politiker, ehemaliger Präsident des Bundesnachrichtendienstes und Staatssekretär
- Hanning, Bob (* 1968), deutscher Handballtrainer und SportfunktionärBob Hanning (* 1968)

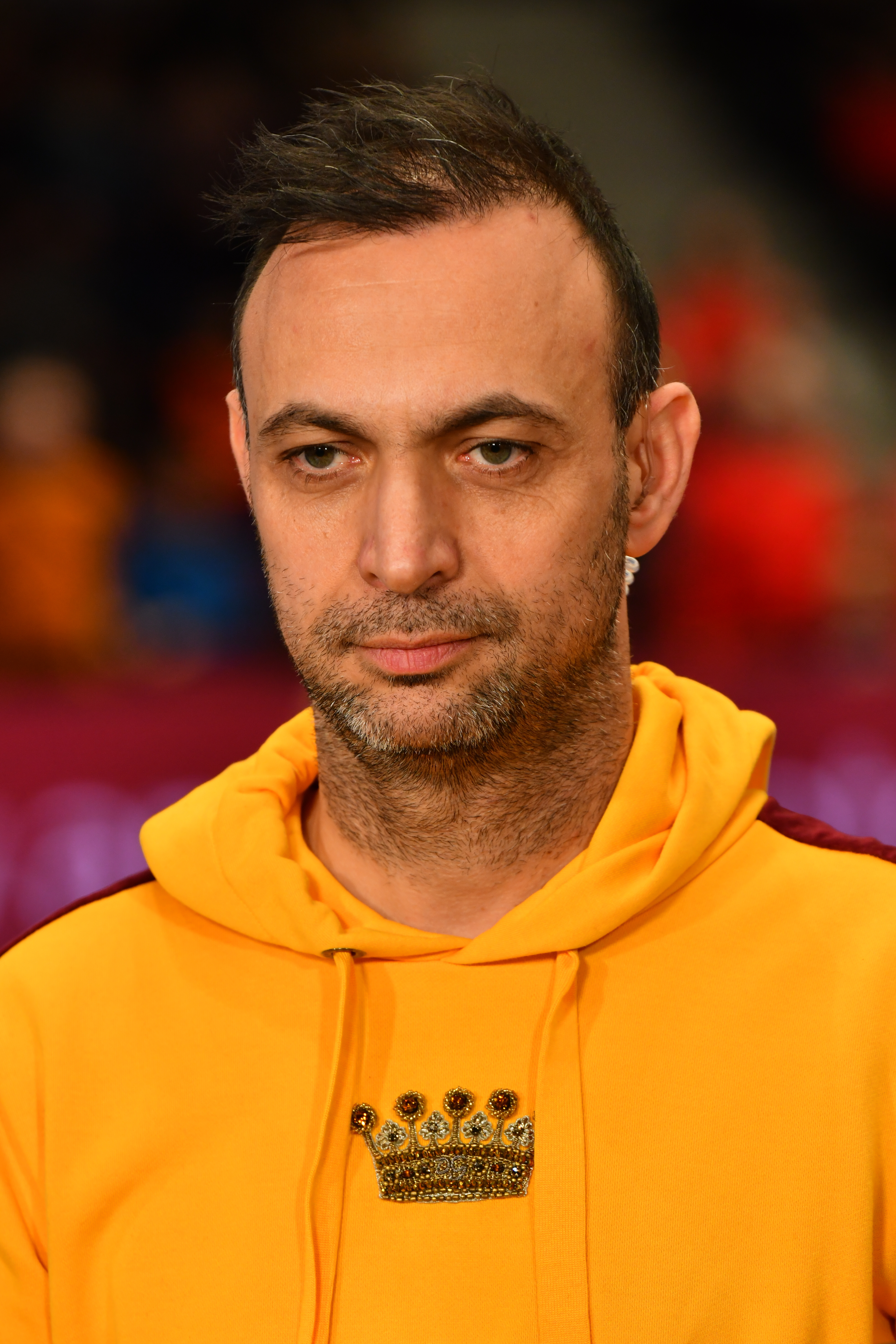
Bob Hanning (* 1968)

- Hanning, Reinhold (1921–2017), deutscher SS-Unterscharführer
- Hanning, Zeliha (* 1979), deutsche Managerin
- Hannington, James (1847–1885), britischer Missionar und Bischof
- Hannis, Molly (* 1992), US-amerikanische Schwimmerin
- Hannity, Sean (* 1961), US-amerikanischer Moderator und Autor
- Hannitz, August (1808–1883), bayerischer Abgeordneter und Arzt
- Hannitz, Friedrich Jacob (1768–1857), Bürgermeister und Mitglied des pfälzischen Landrats
- Hannitz, Johann Wilhelm (1713–1792), Oberförster und Urkundenfälscher

### Hannk
- Hannken, Catrin (* 1973), deutsche Politikerin (CDU), MdBB
- Hannken-Illjes, Kati (* 1972), deutsche Germanistin

### Hannl
- Hännl, Siegfried (1943–2012), deutscher Journalist

### Hanno
- Hanno, antiker römischer Toreut
- Hanno, punischer Architekt
- Hanno, karthagischer Feldherr
- Hanno († 978), Bischof von Worms, Heiliger
- Hanno der Große, karthagischer Heerführer und HerrscherHanno der Große

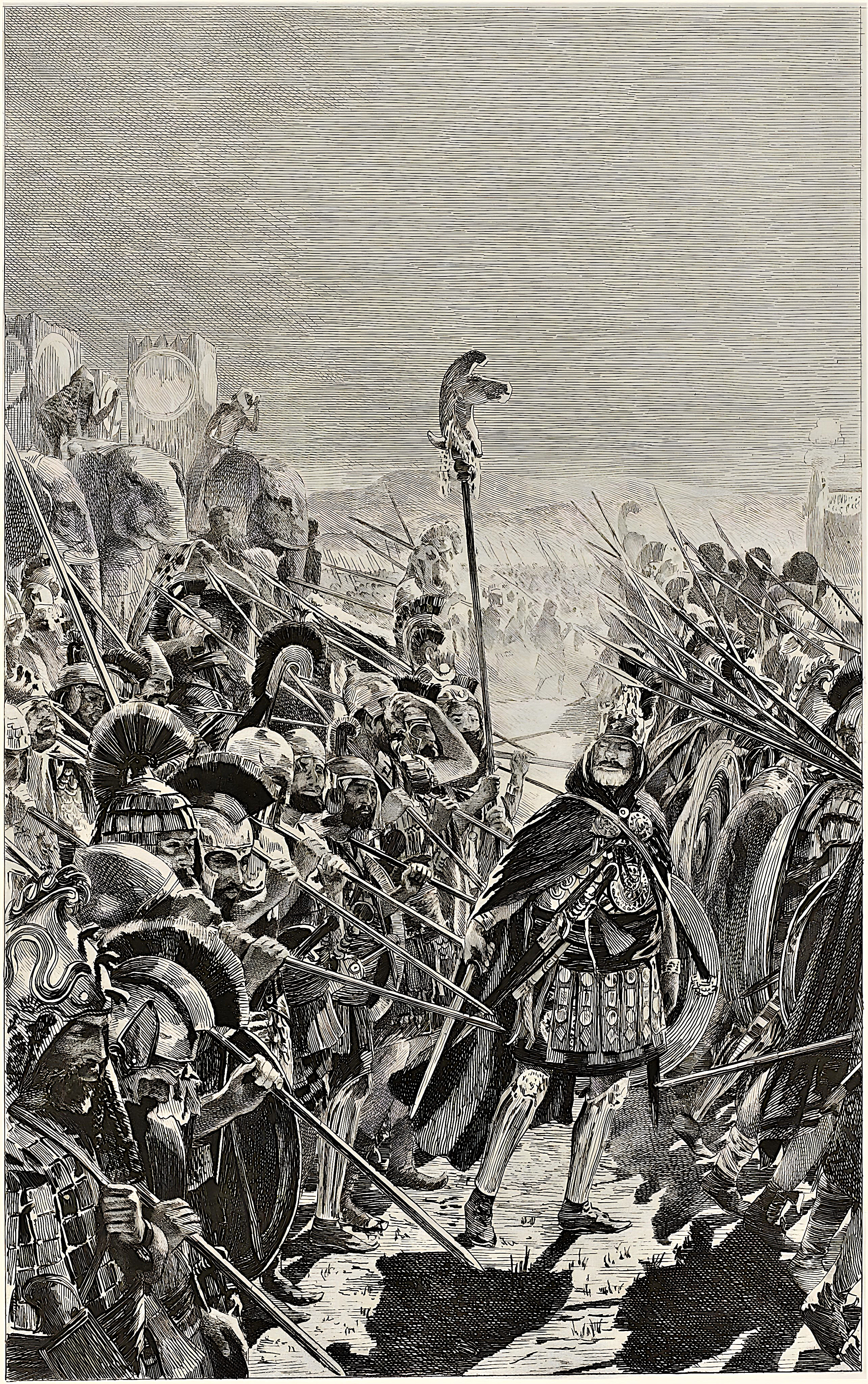
Hanno der Große

- Hanno der Seefahrer, karthagischer Herrscher und Admiral
- Hanno, Gaius Atilius, antiker römischer Toreut
- Hanno, Lillemor von (1900–1984), norwegische Schauspielerin und Schriftstellerin
- Hanno, Wilhelm von (1826–1882), deutsch-norwegischer Architekt, Bildhauer, Maler und Grafiker
- Hannon, Biff († 2025), US-amerikanischer Jazz- und Studiomusiker (Piano, Keyboards)
- Hannon, Brian (* 1965), US-amerikanisch-irisch-deutscher Eishockeyspieler
- Hannon, Frances (* 1956), britische Maskenbildnerin
- Hannon, Théo (* 1993), französischer Nordischer Kombinierer
- Hannong, Karl-Franz (1669–1739), Keramiker, Fayencekünstler, Pfeifenmacher und Unternehmer
- Hannong, Paul († 1760), Fayence- und Porzellanhersteller
- Hannouche, Clément-Joseph (1950–2020), ägyptischer Geistlicher und syrisch-katholischer Bischof von Kairo
- Hannouf, Mohamed (* 1993), libanesischer Leichtathlet
- Hannoun, Dante (* 1998), italo-kanadischer Eishockeyspieler
- Hannover, Adolph (1814–1894), dänischer Arzt, Anatom und Pathologe
- Hannover, Alexandra Prinzessin von (1937–2015), deutsche Politikerin (CDU) und Philanthropin
- Hannover, Bettina (* 1959), deutsche Psychologin und Erziehungswissenschaftlerin
- Hannover, Emil (1864–1923), dänischer Bibliothekar, Kunsthistoriker, Autor und Museumsdirektor
- Hannover, Ernst August von (* 1954), deutscher Adelsnachkomme, Oberhaupt des Hauses der Welfen
- Hannover, Ernst August von (* 1983), deutscher Adelsnachkomme, Erbprinz des Hauses der Welfen, Landwirt und InvestmentbankerErnst August von Hannover (* 1983)

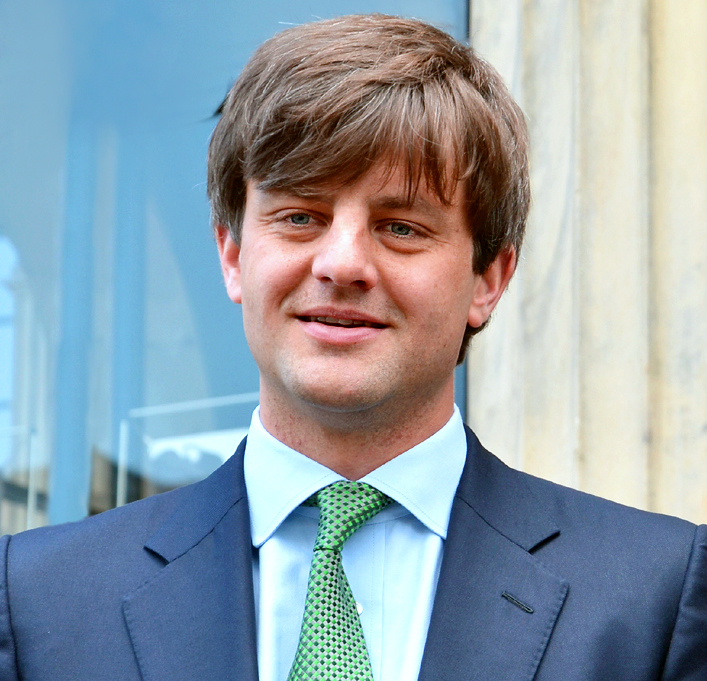
Ernst August von Hannover (* 1983)

- Hannover, Georg Wilhelm von (1915–2006), deutscher Adeliger, Leiter der Schule Schloss Salem
- Hannover, Heinrich (1925–2023), deutscher Jurist und Autor
- Hannover, Heinrich Prinz von (* 1961), deutscher Historiker und Verleger
- Hannover, Irmela (* 1954), deutsche Journalistin
- Hannover, Nathan († 1683), jüdischer Autor und Chronist
- Hannover-Drück, Elisabeth (1928–2009), deutsche Frauenrechtlerin und Historikerin

### Hanns
- Hanns, Cordula (* 1986), deutsche Schauspielerin, Sängerin und Videokünstlerin
- Hanns, Heinz (* 1932), deutscher FDGB-Funktionär und SED-Funktionär
- Hannsmann, Margarete (1921–2007), deutsche SchriftstellerinMargarete Hannsmann (1921–2007)

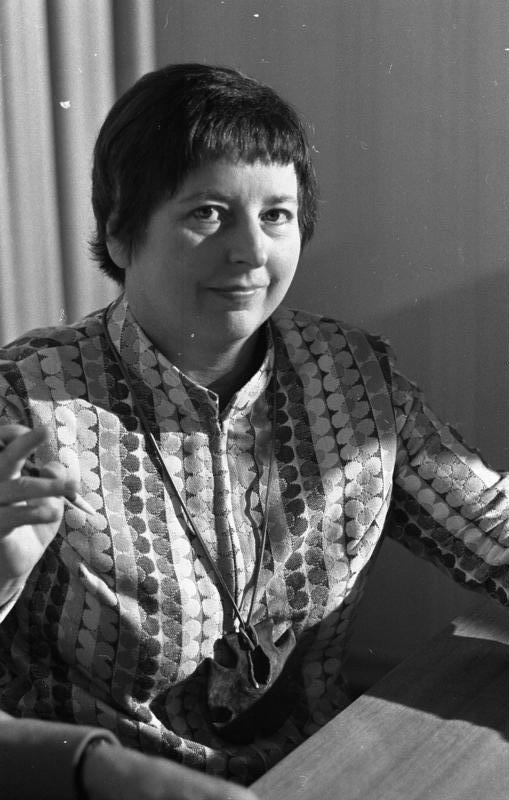
Margarete Hannsmann (1921–2007)

- Hannstein, Günter (1936–2019), deutscher Brigadegeneral des Heeres der Bundeswehr

### Hannu
- Hannula, Gösta (* 1902), finnischer Hammerwerfer
- Hannula, Mika (* 1979), schwedischer Eishockeyspieler
- Hannula, Seppo (* 1946), finnischer Skispringer
- Hannula, Toni (* 1962), finnischer Ringer
- Hannum, Alex (1923–2002), US-amerikanischer Basketballspieler und -coach
- Hannus von Wylenstorf, Bürgermeister von Dresden
- Hannus, Arja (* 1960), schwedische Orientierungssportlerin
- Hannus, Harry (* 1949), finnischer Radrennfahrer

### Hanny
- Hänny, Jörg (1914–1995), Schweizer Jurist und Politiker
- Hänny, Karl (1879–1972), Schweizer Bildhauer, Kunstmaler, Medailleur und Grafiker
- Hänny, Reto (* 1947), Schweizer Schriftsteller
- Hannya (* 1978), japanischer Hip-Hop-Künstler